# Parc Científic de la Universitat de València
El Parc Científic de la Universitat de València (PCUV) és una iniciativa orientada a estrènyer els vincles entre el potencial científic universitari i el sistema productiu, per generar coneixement, fomentar els processos d'innovació, impulsar la creació d'empreses de base cientificotècnica i contribuir, així, al desenvolupament econòmic i social de l'entorn.
És un instrument essencial de la Universitat per desenvolupar, juntament amb la docència i la recerca científica, la seua tercera missió: la transferència de coneixements. Difon i explota els resultats de la recerca en la societat, cosa que contribueix al desenvolupament regional basat en el coneixement. És, en suma, un conjunt estructurat de recursos que operen com a nexe entre la ciència i l'entorn productiu i on les empreses es nodreixen d'idees.
En un ambient acadèmic, al costat de diferents centres d'investigació de la Universitat de València i del Consell Superior d'Investigacions Científiques (CSIC), el PCUV proporciona espais i presta serveis a empreses derivades de la investigació universitària –spin-off– i a companyies externes o departaments d'R+D empresarials amb continguts afins a la naturalesa d'aquest organisme per a la innovació, la missió del qual és generar ocupació, riquesa i benestar mitjançant la rendibilització social del coneixement.
El PCUV disposa d'una àrea científica composta per sis instituts d'investigació, dos centres singulars i una important infraestructura de serveis i equipaments per a la investigació; i d'una àrea empresarial que actualment acull més de setanta empreses joves o ja consolidades, sobretot dels sectors de biotecnologia i tecnologies de la informació i la comunicació (TIC).
El PCUV forma part de VLC/CAMPUS que té el reconeixement de campus d'excel·lència internacional pel Govern d'Espanya.
A més, el PCUV és Oficina Tècnica de la Red Emprendia (Red Universitaria Iberoamericana de Incubación de Empresas), que possibilita l'expansió de les empreses afins als parcs científics de les universitats que componen aquesta xarxa. També és membre de la rePCV (Xarxa de Parcs Científics Valencians), l'APTE (Asociación de Parques Científicos y Tecnológicos de España) i la IASP (International Association of Science and Technology Parks).

## La Fundació Parc Científic Universitat de València
El 9 de març de 2009 es va constituir la Fundació Parc Científic Universitat de València, de caràcter privat i interès general, constituïda sota la tutela del protectorat de la Generalitat Valenciana. Els patrons fundadors de la Fundació són: Fundació Bancaixa, Banc Santander, Cambra de Comerç de València i Confederació Empresarial Valenciana, a més de la Universitat de València. La Fundació és l'entitat gestora del PCUV i el seu objecte social és promoure el desenvolupament tecnològic, la transferència de coneixements i la innovació industrial, entre d'altres.

## Empreses
El PCUV incorpora més de vuitanta empreses generant 500 locs de treball directes, sobretot dels sectors TIC i biotecnologia, que treballen en un ambient de sinergies amb l'entorn acadèmic i que, cada vegada més sovint, conflueixen en la generació de noves iniciatives per a l'enriquiment del sistema productiu.
Catàleg de l'oferta tecnològica del Parc Científic de la Universitat de València Arxivat 2013-12-03 a Wayback Machine.

## Instituts d'investigació i centres singulars

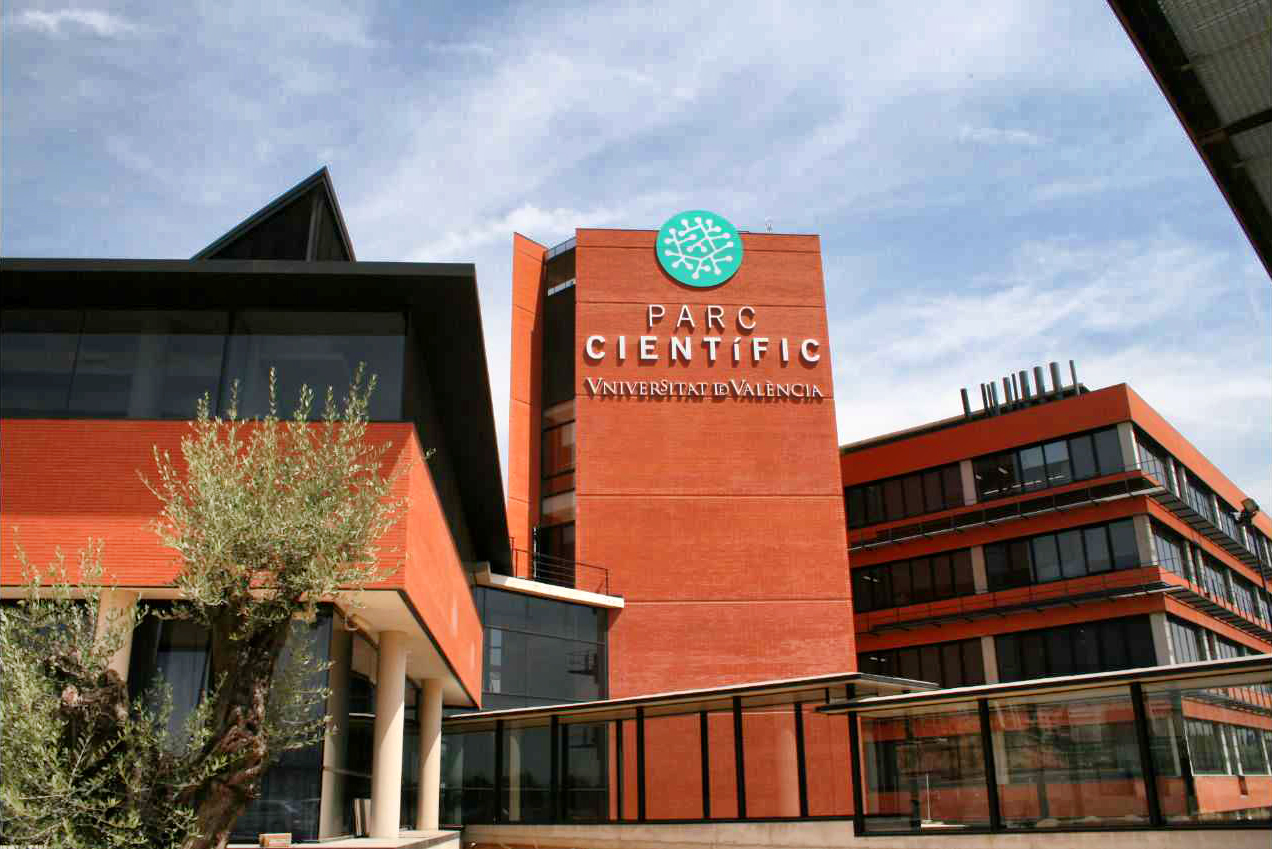
Instituts d'investigació al Parc Científic de la Universitat de València

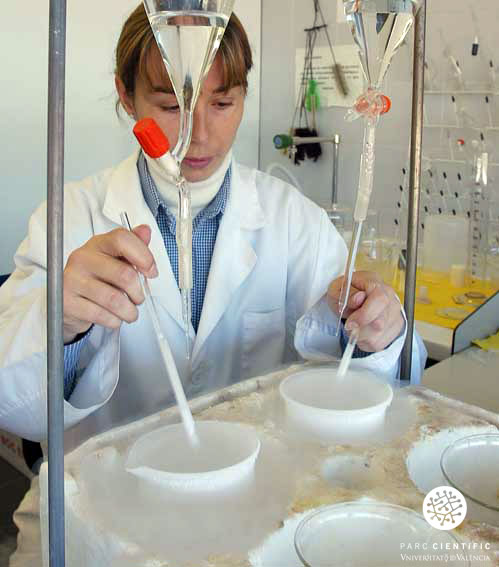
El Parc Científic de la Universitat de València un espai per al coneixement, la recerca i la innovació

El PCUV compta amb sis instituts d'investigació, quatre dels quals són propis de la Universitat de València, un del Consell Superior d'Investigacions Científiques (CSIC) i un de mixt Universitat de València/CSIC. També s'allotgen al parc l'Observatori Astronòmic de la institució i el Laboratori de Processament d'Imatges (LPI). Junts conformen l'àrea acadèmica d'aquesta estructura per a la innovació que és el Parc Científic. Tots destaquen pel seu nivell de col·laboració amb empreses i institucions, o bé per la seua participació en projectes aplicats en benefici de la societat.
Institut de Ciència dels Materials (ICMUV)
Creat l'any 1995, l'activitat de l'Institut de Ciència dels Materials de la Universitat de València se centra en el desenvolupament de diferents projectes nacionals i internacionals i múltiples contractes amb la indústria. Entre les línies d'investigació de l'ICMUV destaca l'estudi de nanoestructures quàntiques semiconductors i dispositius, nanomaterials per a l'energia, física d'altes pressions, cristalls fotònics, síntesi i caracterització de materials porosos i zeotips, estratègies de síntesis alternatives, tractaments superficials per al marcat per làser, nanomaterials funcionals, nanomaterials estructurats, catàlisi, polímers híbrids i patrimoni històric.
Institut de Ciència Molecular (ICMOL)
Fundat l'any 2000, l'Institut de Ciència Molecular de la Universitat de València és un centre d'excel·lència en química i nanociència molecular. Els seus objectius científics se centren en camps com el disseny i la síntesi de molècules funcionals, les associacions supramoleculars i els materials moleculars amb propietats físiques o químiques d'interès. Les àrees d'aplicació van des del magnetisme molecular i l'electrònica molecular, fins a la nanotecnologia i la biomedicina.
Institut de Física Corpuscular (IFIC)
Fundat l'any 1950, l'Institut de Física Corpuscular, centre mixt de la Universitat de València i el CSIC, es dedica a la investigació bàsica en física de partícules, astropartícules i nuclear. Els seus camps d'aplicació més directes són la física mèdica i la tecnologia GRID. Les principals línies d'investigació són la física experimental d'altes energies basada en acceleradors, la física experimental de neutrins i astropartícules, la física nuclear experimental, la física teòrica d'astropartícules, la fenomenologia de física d'altes energies i la teoria nuclear, entre d'altres.
Observatori Astronòmic (OAUV)
L'Observatori Astronòmic de la Universitat de València és una institució dedicada a la investigació i a l'educació, a l'estudi de l'univers i la divulgació social de l'astronomia. Fundat l'any 1909, es dedica a temes d'investigació tan candents com l'estudi de la naturalesa de l'energia fosca, l'evolució de l'univers i les galàxies, la formació i evolució dels estels, i l'estudi d'asteroides pròxims a la Terra.
Institut de Robòtica i Tecnologies de la Informació i la Comunicació (IRTIC)
IRTIC és un centre d'investigació de la Universitat de València, fundat al començament dels anys 90. Constituït per quatre grups d'investigació associats a l'àrea de les tecnologies de la informació i les comunicacions, la seua activitat es concreta en projectes sobre sistemes de gestió d'informació, aplicacions telemàtiques al trànsit i transport, gràfics per computador i realitat virtual, sistemes d'integració de discapacitats, simulació de maquinària civil, serveis de xarxa i seguretat informàtica i procés digital d'imatges.

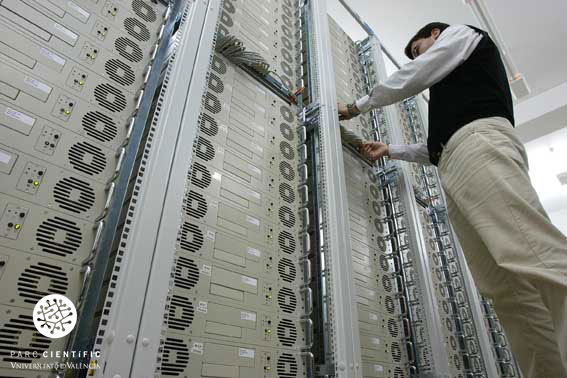
IRTIC al Parc Científic de la Universitat de València

Institut d'Agroquímica i Tecnologia dels Aliments (IATA)
L'Institut d'Agroquímica i Tecnologia d'Aliments (IATA) és un centre propi del CSIC amb més de 50 anys de tradició i experiència a la Comunitat Valenciana. La missió del IATA és contribuir a l'avanç científic i al desenvolupament tecnològic en ciència i tecnologia d'aliments, potenciant la investigació bàsica i aplicada de qualitat, multidisciplinària, i que puga servir i donar suport tecnològic al sector agroalimentari nacional i de la Comunitat Valenciana. Les seues línies d'investigació abasten la biotecnologia i microbiologia d'aliments, el desenvolupament de processos i la tecnologia d'elaboració i envasat d'aliments, les tecnologies de conservació, la qualitat i funcionalitat d'aliments, així com tècniques avançades d'anàlisis d'aliments.
Laboratori de Processament d'Imatges (LPI)
El Laboratori de Processament d'Imagenes (LPI) de la Universitat de València està format per quatre grups d'investigació amb una missió tecnològica comuna, imaging (creació d'imatges reals o de paràmetres geobiofísics), a partir de dades de satèl·lit i teledetecció. Aquests són: UCG (Unitat de Canvi Global), GPDS (Grup de Processament Digital de Senyals), GACE (Grup d'Astronomia i Ciències de l'Espai) i LEO (Laboratori d'Observació de la Terra).
Institut Cavanilles de Biodiversitat i Biologia Evolutiva (ICBiBE)
Fundat l'any 1998, l'Institut Cavanilles de la Universitat de València es dedica a l'estudi de la biodiversitat i la biologia evolutiva amb un enfocament integrador i multidisciplinari. Compta amb els grups d'investigació següents: genètica evolutiva, limnologia, entomologia, ecologia evolutiva, biologia de la conservació vegetal, zoologia marina, paleontologia, ecologia de vertebrats, bacteriologia, etologia, biologia evolutiva de les plantes, neurobiologia comparada i biodiversitat vegetal/ecofisiologia.
Institut de Biologia Integrativa de Sistemes (I²SysBio)
Fundat l'any 2016, va ser l'últim a integrar-se al Parc Científic. L'I²SysBio és un institut d'investigació de col·laboració conjunta al qual participa la Universitat de València i el Consell Superior d'Investigacions Científiques (CSIC), obert a la participació estratègica d'empreses biotecnològiques. Els Programes Científics de l'I²SysBio estan enfocats a la investigació de l'estructura, funció, dinàmica, evolució i manipulació de sistemes biològics complexos.

## Serveis

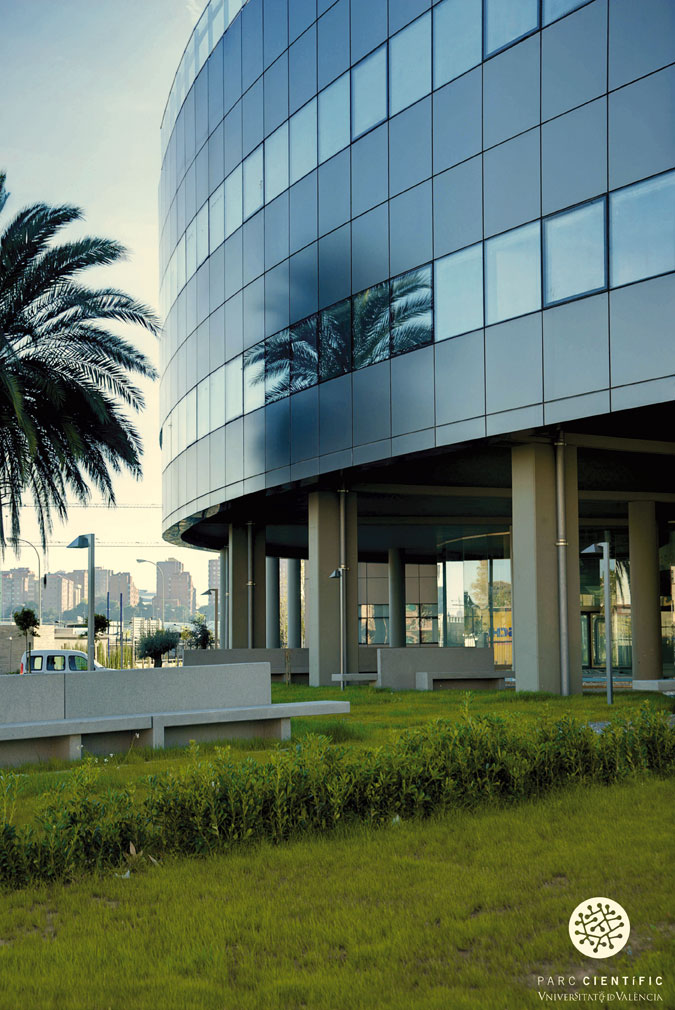
L'edifici 1 ‘SC’ Serveis Cientificotecnològics del Parc Científic de la Universitat de València

En l'actualitat, la cooperació i la inversió en R+D són les armes més eficaces que posseeix l'empresari per fer front a la competència creixent i elevar el seu nivell de competitivitat. Per ajudar-hi, el PCUV compta amb la col·laboració de les estructures de la Universitat de València, els fins i objectius de la qual són promoure la cooperació
universitat-empresa i la transferència de resultats de recerca, com l'OTRI (Oficina de Transferència de Resultats d'Investigació), la Fundació Universitat-Empresa de València (ADEIT), l'Observatori d'Inserció Professional i Assessorament Laboral (OPAL) i l'Oficina de Projectes Europeus (OPER), entre d'altres.
El SCSIE és un servei general de recursos tecnològics la missió del qual és proporcionar suport centralitzat i integral a la recerca de la comunitat universitària i a les empreses i les institucions públiques i privades. És gestionat directament per la Universitat de València i depèn funcionalment del Vicerectorat d'Investigació i Política Científica.
El PCUV ofereix també els serveis assessorament empresarial i per a emprenedors:
- Informació i assessorament sobre ajudes públiques i finançament a l'R+D+I.
- Revisió del pla d'empresa.
- Recerca i captació de recursos de finançament d'origen públic (ajudes, convocatòries, etc.) i privat (intermediació amb inversors, capital de risc, societats patrimonials, bancs, etc.).
- Suport i foment en la creació d'empreses.
- Servei d'informació d'interès empresarial, alerta i vigilància tecnològica, esdeveniments, fòrums, etc.
- Desdejunis empresarials.
- Participació en projectes d'investigació nacionals, europeus o internacionals.
- Internacionalització.
- Cooperació i projectes.
- Assessorament sobre protecció i gestió de la propietat industrial a través de l'OTRI.[11]
- Accés a la bossa d'ocupació de la Universitat de València gestionada per OPAL.[12]
- Accés a pràctiques en empreses mitjançant la Fundació Universitat-Empresa ADEIT.[13]

## Expociència
El Parc Científic de la Universitat de València obri les seues portes tots els anys al gran públic per a celebrar Expociència, una de les iniciatives més atractives que el Parc Científic du a terme en la seua dinàmica de divulgació social de la ciència. La jornada està destinada a tots aquells que desitgen gaudir d'un matí replet d'activitats lúdiques sobre la ciència.